# Detek
Detek este un sat în districtul Encs, județul Borsod-Abaúj-Zemplén, Ungaria, având o populație de 288 de locuitori (2011). 

## Demografie
Componența etnică a satului Detek
     Maghiari (87,71%)
     Romi (12,29%)
Componența confesională a satului Detek
     Romano-catolici (46,18%)
     Reformați (20,49%)
     Greco-catolici (12,85%)
     Luterani (5,21%)
     Fără religie (1,39%)
     Necunoscută (13,89%)
     Alte religii (2,78%)
Conform recensământului din 2011, satul Detek avea 288 de locuitori. Din punct de vedere etnic, majoritatea locuitorilor (87,71%) erau maghiari, cu o minoritate de romi (12,29%). Nu există o religie majoritară, locuitorii fiind romano-catolici (46,18%), reformați (20,49%), greco-catolici (12,85%), luterani (5,21%) și persoane fără religie (1,39%). Pentru 13,89% din locuitori nu este cunoscută apartenența confesională.